# Onandi Lowe
Onandi Lowe (ur. 2 grudnia 1974 w Kingston) – piłkarz jamajski grający na pozycji napastnika.

## Kariera klubowa
Piłkarską karierę Lowe rozpoczął w zespole Harbour View z miasta Kingston. W 1993 roku zadebiutował w jego barwach w Jamaican National Premier League. Grał tam do 1996 roku, a jego jedynym sukcesem było zdobycie Pucharu Jamajki w 1994 roku. W 1996 roku wyjechał do Kanady i do 1997 roku występował w zespole Montreal Impact, którego był jednym z najlepszych strzelców. W 1997 roku wrócił na Jamajkę i grał w Waterhouse FC, a następnie w Arnett Gardens Kingston.
W 1999 roku Lowe znów opuścił ojczyznę i udał się do Stanów Zjednoczonych. W barwach Richmond Kickers występował na boiskach USL Second Division, wraz z zespołem Rochester Raging Rhinos rywalizował w USL First Division. W 2001 roku był na krótko wypożyczony do angielskiego Port Vale F.C., a jeszcze w tym samym roku zadebiutował w Major League Soccer w koszulce Kansas City Wizards. Pod koniec roku wypożyczono go do kolejnego angielskiego zespołu, Rushden & Diamonds F.C. W 2002 roku został wykupiony z Kansas City i do 2004 był najlepszym strzelcem Rushden & Diamonds. Pod koniec pobytu w Wielkiej Brytanii zaliczył 2 spotkania dla Coventry City.
W 2004 Lowe ponownie grał w jamajskiej lidze. Najpierw był zawodnikiem Arnett Gardens, a w 2005 został piłkarzem Portmore United. W tym samym roku wygrał z nim CFU Club Championship, mistrzostwo Jamajki oraz Puchar Jamajki (zdobył go też w 2007 roku). W 2006 roku był wypożyczony do Miami F.C., ale nie zaliczył tam żadnego spotkania, a od 2008 znów gra w Arnett Gardens.

## Kariera reprezentacyjna
W reprezentacji Jamajki Lowe zadebiutował w 1995 roku. W 1998 roku został powołany przez selekcjonera René Simõesa do kadry na Mistrzostwa Świata we Francji. Tam zagrał we dwóch spotkaniach: przegranym 1:3 z Chorwacją oraz wygranym 2:1 z Japonią. Ostatni mecz w „Reggae Boyz” rozegrał w 2004 roku przeciwko Hondurasowi (2:2), w którym zdobył gola. Łącznie w kadrze Jamajki wystąpił 65 razy i zdobył 27 goli.

## Kontrowersje
W kwietniu 2004 roku Lowe został zatrzymany przez brytyjskich policjantów za handel kokainą o wartości 117 000 euro.